# Smilno
Smilno és un poble i municipi d'Eslovàquia. Es troba a la regió de Prešov, al nord del país. La primera referència escrita de la vila data del 1250. El 2020 tenia 687 habitants.

## Demografia
| Godina             | 1994 | 2004   | 2014   | 2024   |
| ------------------ | ---- | ------ | ------ | ------ |
| Nombre de persones | 725  | 713    | 706    | 691    |
| Diferència         |      | −1,65% | −0,98% | −2,12% |

| Godina             | 2023 | 2024   |
| ------------------ | ---- | ------ |
| Nombre de persones | 689  | 691    |
| Diferència         |      | +0,29% |